# Корисні копалини Туреччини
Корисні копалини Туреччини.

## Загальна характеристика
Туреччина диспонує різноманітними видами корисних копалин: нафти, газу, бурого і кам. вугілля, хромовими, залізними, мідними, ртутними, сурм'яними рудами, магнезитом, боратами і інш. Загальна цінність корисних копалин країни становить 2 трлн дол. США. Сьогодні Туреччина займає 1-е місце у світі за запасами бору, цеоліту, торію і пемзи, провідні світові позиції по целестину, бариту, азбесту, хроміту, вольфраму, бокситу і ряду інших мінералів. Туреччина має бл. 2.5 % запасів індустріальних мінералів світу, бл. 62 % запасів бору, 20 % — бентоніту, понад 50 % — перліту. Це говорить про значні перспективи країни в галузі гірництва. Всього країна має 40 видів корисних копалин (табл. 1), однак в порівнянні з величезними запасами рівень їх освоєння ще недостатньо високий (табл. 2).
Таблиця 1. — Основні корисні копалини Туреччини станом на 1998—1999 рр.
| Корисні копалини               | Запаси       | Запаси   | Вміст корисного компоненту в рудах, % | Частка у світі, % |
| Корисні копалини               | Підтверджені | Загальні | Вміст корисного компоненту в рудах, % | Частка у світі, % |
| Боксити, млн т                 | 310          | 490      | 51 (Al2O3)                            | 1,2               |
| Барит, тис. т                  | 4000         | 17000    | 80 (BaSO4)                            | 1,2               |
| Вольфрам, тис. т               | 50           | 77       | 0,5 (WO3)                             | 1,9               |
| Залізні руди, млн т            | 650          | 1380     | 46 (Fe)                               | 0,4               |
| Золото, т                      | 58           | 80       | 7 г/т                                 | 0,1               |
| Марганцеві руди, млн т         | 1            | 50       | 40 (Mn)                               |                   |
| Мідь, тис. т                   | 2000         | 6000     | 2,1(Cu)                               | 0,3               |
| Молібден, тис. т               | 52           | 72       | 0,2 (Мо)                              | 0,6               |
| Нафта, млн т                   | 43,5         |          |                                       |                   |
| Нікель, тис. т                 | 160          | 160      | 2 (Ni)                                | 0,3               |
| Плавиковий шпат, млн т         | 2            | 4        | 37 (CaF2)                             | 1,1               |
| Природний горючий газ, млрд м3 | 9            |          |                                       |                   |
| Свинець, тис. т                | 560          | 1160     |                                       | 0,5               |
| Срібло, т                      | 5500         | 7000     | 200 г/т                               | 1                 |
| Стибій, тис. т                 | 80           | 90       | 3                                     | 1,8               |
| Вугілля, млн т                 | 7150         | 9390     |                                       |                   |
| Фосфорити, млн т               | 11           | 62       | 15,6 (Р2О5)                           | 0,22              |
| Хромові руди, млн т            | 34           |          | 37 (Cr2O3)                            | 0,75              |
| Цинк, тис. т                   | 5271         | 6571     | 6,2 (Zn)                              | 1,9               |
| Уран, тис. т                   | 9,13         | 9,13     | 0,06                                  | 0,4               |

Таблиця 2. Мінеральний потенціал Туреччини на 2001 р., обсяги виробництва на 2001 та 2010 (прогноз) рр.
| Корисні копалини  | Підтверджені запаси | Підтверджені запаси | Обсяги виробництва, тис.т. | Обсяги виробництва, тис.т. |
| Корисні копалини  | млн т.              | млрд дол. США       | 2002                       | 2010(прогноз)              |
| Антрацит          | 794                 | 29,7                | 3100                       | 7000                       |
| Лігніт            | 4600                | 43,13               | 49500                      | 150000                     |
| Горючий сланець   | 1100                |                     |                            |                            |
| Залізна руда      | 1120                | 6,4                 | 5500                       | 154500                     |
| Марганець         | 5,5                 | 0,22                | 30                         | 100                        |
| Фосфат            | 500                 | 4,4                 | 120                        | 550                        |
| Пірит + сірка     |                     | 0,19                | 1000                       | 2000                       |
| Бор               | 730                 | 260                 | 475                        | 750                        |
| Хроміт            | 308                 | 3,72                | 1500                       | 2500                       |
| Магнезит          | 71                  | 2,57                | 1200                       | 3000                       |
| Мідь (метал)      | 6,8                 | 15,64               | 30                         | 75                         |
| Свинець (метал)   | 3,25                | 2,5                 | -                          | 25                         |
| Цинк (метал)      | 4,5                 | 4,5                 | 22                         | 90                         |
| Боксит            | 62,7                | 0,94                | 450                        | 1400                       |
| Золото (в тоннах) | 200                 | 1,5                 | -                          | 30                         |
| Срібло (в тоннах) | 4400                | 0,71                | 23                         | 400                        |
| Каолін            | 60                  | 1,92                | 500                        | 2000                       |
| Глина             | 300                 | 9,0                 | 40                         | 4000                       |
| Бентоніт          | 100                 | 4,2                 | 100                        | 1000                       |
| Польовий шпат     | 200                 | 1,12                | 300                        | 1500                       |
| Тальк і пірофіліт | 20                  | 2,25                | -                          | 100                        |
| Кварц і кварцит   | 5150                | 72,1                | 650                        | 5000                       |
| Пемза             | 1750                | 70,0                | 2000                       | 10000                      |
| Перліт            | 5800                | 29,0                | 150                        | 2000                       |
| Цеоліт            | 26000               | 104,0               | -                          | 100                        |
| Вапняк            | необмежено          | 300,0               | 10000                      | 20000                      |
| Доломіт           | 35000               | 189,8               | 510                        | 2000                       |
| Гіпс              | 1000                | 10,0                | 250                        | 500                        |

## Окремі види корисних копалин
Нафта і газ. Перші промислові відкриття нафти були зроблені в країні в 1940-і роки. У 1950 знайдена нафта на південному сході Анатолії. Станом на кінець ХХ ст. в Т. відкрито понад 70 нафтових, нафтогазових і газових родов., які розташовані в 4-х нафтогазоносних басейнах: Перської затоки, Аданському (Іскендерунська затока з прилеглою територією), Півн.-Егейському (європейська частина Т.) і Зах.-Чорноморському (зах. узбережжя Чорного м з прилеглим шельфом). Осн. частина родов. виявлена в бас. Перської затоки. Нафта і газ залягають переважно у вапняках крейди на глиб. 1110-3300 м. Найбільші родов. — Раман, Шельмо, Бейкан, Куркан, Півд. Дінджер, Хаккярі і Джемберліташ. Нафтове (Булгурдаг) і газове (Арсуз) родов. виявлені в Аданському бас. Поклади зосереджені в рифових вапняках ниж. міоцену на глиб. 1400—1700 м. Газове родов. Мюрефте і дек. нафт. родов. відкриті Півн.-Егейському бас. в еоценових пісковиках на глиб. 1200—1300 м, декілька газових родов. виявлені на шельфі Чорного моря.
Навесні 2021 р. президент Туреччини Р. Т. Ердоган повідомив про нове газове родовище в акваторії Чорного моря. Його запаси 135 млрд кубометрів природного газу.
Вугілля. За запасами вугілля Т. займає (2000 р) 4-е місце в Азії (після Китаю, Індії та Пакистану). Осн. родов. кам'яного вугілля розташовані на півночі країни в басейні Зонгулдак. Невеликий вугільний басейн є в районі Кастамону. В Т. поширені поклади бурого вугілля — відомо бл. 90 родов. в різних районах країни. Найбільші з них знаходяться в Анатолійському буровугільному бас. У країні є ще декілька басейнів: Ельбістан, Бурса, Чанак-Кале, Ерзурум, Конья, Мугла-Ескіхісар, Сівас, Текірдаг і інш.
Уран. Невеликі родов. бідних уранових руд знаходяться в зах. частині країни. Гол. рудні мінерали — отеніт і торберніт. Уранові родов. менших розмірів відомі на заході і півд.-заході країни.
Залізо. В Т. відомо дек. сотень родов. і виявів залізняку, з яких розвідано понад 100. Найбільше економічне значення мають скарнові родов. (бл. 50 % запасів) — Діврігі, Аязмант, Ашван, Бізмішен, Кесиккьопрю, Кемаліє, Чатак, Шамли і інш.). Найбільше в країні — рудне поле Діврігі (Кюрек). Руди в осн. магнетит-гематитові з домішками ванадію, хрому, титану, кобальту, міді і інш. У гідротермальних родов. зосереджено бл. 15 % запасів зал. руд країни. Пром. значення мають гідротермально-метасоматичні родов. рудного району Хекімхан з гематит-магнетитовими і сидеритовими рудами (Хасанчелебі, Девелі, Іліч, Ініктепе, Хортуна, Мансурлу і інш.). Руди містять домішки титану, ванадію, марганцю і інш. На осадові і латеритні родов. припадає бл. 30 % запасів (Паяс, Чалдаг, Юрендюзю і інш.). Крім того, в Т. відомі магматитові (Авнік), вулканогенно-осадові (Бююк-Еймір, Кушчаяри), метаморфогенні (Секаркая, Чавдар) родов., а також численні родов. і вияви, генезис яких ще не встановлений.
Марганець. Родов. і вияви марганцевих руд розташовані в осн. на півночі і півд.-заході країни. Відомо понад 30 дрібних родовищ. Найчисленніші вулканогенно-осадові родов. (Гековаджік, Піркі, Улукьой, Пероніт). Є гідротермально-жильні родов. у вулканогенно-осадових породах (рудний район Артвін; родов. Борчка-Шавшат) і осадові родов. в морських відкладах (Істранджа, Чаталджа, Бінкиліч, Аквіран, Маніса), дрібні родов. пластових силікатних руд в метаморфічних г.п. (Кизилджайорен, Алачамдересі і інш.).
Хром. За виявленими запасами хромових руд Т. входить до першої 10-ки країн світу (2000). Численні родов. відомі г.ч. на заході і в центральній частині азійської частини країни. Більшість родов. подиформного типу, приурочені до масивів ультраосновних порід. Найбільше пром. значення мають родов. Східного району, особливо рудний вузол Гулеман, де нараховується бл. 50 рудних тіл в альпінотипних гіпербазитах; подиформні родов. (Сорідаг, Кефдаг і інш.) в несерпентинізованих периодотитах складені масивними рудами. У Півн.-Зах. районі осн. хромітові вузли приурочені до масивів крейдо-еоценових ультрабазитів. У районі Орханелі є дек. десятків рудних тіл-лінз. Важливе значення мають рудні вузли Тавшанли-Дурсунбей (понад 40 рудних тіл), Дагарди-Башерен (бл. 20 рудних тіл), Міхаличчік-Кавак (20 рудних покладів). Родов. Півд.-Західного району генетично пов'язані з мезозойськими офіолітами. Тут нараховується дек. десятків родов., рудні вузли складені пластовими і лінзовими рудними тілами. Окремі родов. (Копдаг і інш.) відомі на півн.-сході Т.
Боксити. Родов. бокситів входять до складу Середземноморської бокситоносної провінції. Осадові діаспорові і діаспор-бьомітові руди утворюють горизонти або пластові і лінзові поклади в пермо-тріасових вапняках. У районі Міляс відомо бл. 20 родов. (найзначніші — Ятаган і Бодра). У районі Адани виділяється родов. Магра-Бьольгесі. У районі Аланія відомо бл. 15 родов. Найбільші — Аксекі-Бьольгесі, Гюндогмуш. У районі Адана є дек. великих родов. залізистих бокситів (Ісляхіє-Бьоль, Дьортйол-Паяс, Акшехір-Ялвач).
Вольфрам. В Т. зосереджено 2 % світових запасів руд вольфраму (2002). Скарнові родов. вольфрамових руд розташовані в зах. частині Т.: райони Чанаккале (Тахталидаги, Чакібора), Бурса (Улудаг), Киркалері (Деміркьой), в центральній (родов. Челебідаг) і східній (Кебандере) частинах країни. На найбільшому родов. Улудаг скарново-рудні поклади містять шеєліт, вольфраміт і інш. Запаси руди бл. 10 млн т. Відомі також родов. жильних комплексних вольфрам-сурм'яно-ртутних руд (Гюмюшлер).
Золото. Дрібні гідротермальні жильні родов. руд золота відомі на півд.-сході країни. Вони залягають серед слюдистих сланців палеозою. На родов. Мадендаги, Боздаг і інш. вміст Au бл. 5 г/т, на родов. Арапдаг — 3 г/т, а вміст Ag 48 г/т. На розсипному родов. Саліхлі-Сарт золотоносні алювіальні відклади містить Au 0,9 г/м3, а підстилаючі їх конґломерати — 0,2-3,7 г/м3. Основні ж запаси укладені в комплексних рудах мідних колчеданих і поліметалічних родовищах: Акаршен, Алтинолук, Актепе, Болкардаг і інш.
Мідь. У Т. відомі численні родов. і вияви мідних руд. Більшість їх розташована на півночі країни. Колчеданні, мідно-цинкові і мідно-поліметалічні родов. залягають серед вулканогенних порід верх. крейди-палеогену. Найбільші рудні вузли знаходяться в районах Кюре (мідні родов. Ашікьой, Бакибаба), Гіресун (мідно-цинкові родов. Харшіт-Кьопрюбаші, Меркез і Лаханос, мідно-поліметалічні Харкьой і інш.), а також в районі Мургул (Артвін). В рудах мідно-колчеданих родов. сер. вміст Cu 1,3-3,4 %, в мідно-цинкових Cu 1,3 %, Zn 2,3 %; в поліметалічних — Cu 2,7 %, Pb+Zn 5-6 %. У рудах присутні також кобальт, золото, срібло. У південно-сх. частині Т. знаходиться міднорудний район Ергані. Мідно-колчеданні руди із золотом, сріблом, кобальтом локалізуються в офіолітах верх. крейди. На крайньому півд.-сх. країни виявлене велике родов. Сіірт-Маденкьой в спілітах крейди (вміст Cu 2,03 %, Zn 4,4 %, Ag 110 г/т). Декілька поліметалічних родов. з невисоким вмістом міді відомі на п-ові Чанаккале.
Молібден. Родов. молібденових руд пегматитові (Балічик) і порфірові (Гелеміч, Саадаткьой).
Поліметали. У Т. відомо понад 100 родов. і бл. 400 виявів свинцево-цинкових руд. Більшість з них гідротермально-жильного типу. Дрібні родов. утворюють рудні вузли. Руди всіх родов. комплексні з домішками срібла, золота, кадмію. Численні поліметалічні колчеданні родов. характерні для зах. частини Східнопонтійського району. Найбільше з них — Харшіт-Кіпрюбаши. Стратиформні родов. зустрічаються в різних районах Т. Найбільше — Болкардаг. Лінзові рудні тіла залягають серед вапняків верх. палеозою. Комплексні свинцево-цинкові руди містять срібло і золото. Менш поширені скарнові родовища.
Стибій та ртуть. В Т. розташовано 5,5 % світових запасів сурми та 4,8 % ртуті (2002). Родов. стибієво-ртутних, стибієвих і ртутних руд концентруються в Півн.-Західному (Баликесір) і Півд.-Західному (Ізмір) рудних районах, які утворюють Мендереську стибієво-ртутну провінцію, і в Центр. районі (Нігде, Кютах'я, Токат). Родовища переважно гідротермально-метасоматичні, локалізуються в карбонатно-теригенних або вулканогенно-осадових мезозойсько-кайнозойських породах. Окремі дрібні гідротермальні жильні родов. відомі на півночі країни. У Мендереській провінції є понад 50 родов. і виявів ртутних руд. Виділяються рудні вузли — Карабурун, Одеміш-Алашехір, Баназ, Конья, Нігде. Родов. стибієвих і стибій-ртутних руд утворюють ртутний вузол Турхал. Крім того, в різних районах Т. є дек. десятків власне стибієвих родовищ.
Барит. У Т. відомо бл. 30 родов. і виявів жильного бариту. На півд.-заході країни, в провінціях Анталія, Конья, числ. родов. групуються у вузли Аланія, Бейшехір, Газіпаша. На півночі країни, в районі м. Трабзон, відоме найбільше родов. Ширван, на сході — великі запаси бариту зосереджені в рудному вузлі Муш. На півн.-заході — в ілях Кютахья, Еськішехір є дек. родовищ. Сер. вміст BaSO4 бл. 80 %.
Бор. За запасами борних руд Т. займає 1-е місце серед країн світу. У Туреччині зосереджено 60-62 % світових запасів бору. Родов., приурочені до неогенових вулканогенно-осадових відкладів, концентруються в районах Бігадіч, Сетгазі-Кірка і Емет (Еспей, Калік, Хісарчік і інш.). Борати утворюють шари, лінзи, сфероїдні скупчення, рудоносні горизонти. Гол. мінерали: колеманіт, пандерміт, улексит. Найбільші запаси борних руд зосереджені в районі Емет.
Фосфорити. Родов. фосфоритів знаходяться в осн. у сх. областях країни. У Т. відомо 15 родов. і виявів фосфоритів. Найбільше з них — Мазідаг. Намічено побудувати завод по виробництву добрив в районі Мазідаг, з тим щоб переробляти концентрати фосфату в добриво на місці.
Азбест. У Т. відомо бл. 30 родов. азбесту в різних районах, хризотил-азбесту (р-н Іліч), родов. амфібол-азбесту (р-н Міхаличчік, в тому числі родов. Татарджік), а також родов. на півд.-сході країни (іль Хатай).
Магнезит. Родов. магнезиту (їх бл. 60) пов'язані з масивами ультрабазитів в різних районах Т. Виділяється дек. рудних вузлів. Найзначніші за запасами і якістю сировини родов. в районі м. Конья.
Інші корисні копалини. В Т. є ресурси нікелевих руд, відомі родов. кам'яної солі, наждаку, сірки, перліту, алуніту, гіпсу, каоліну, тальку, діатомітів, доломіту. Є численні і значні за запасами родов. цем. сировини, глин, вапняків, мармурів, травертинів, буд. піску.
Т. багата на термальні і мінеральні підземні води, різноманітні за хім. і газовим складом. На заході країни діє дослідно-пром. ГеоТЕС на підземних водах, потужність якої 5 МВт.